# Schulamt Joachimsthal
Das Schulamt Joachimsthal war ein Stiftungsgut, dessen Einnahmen zum Unterhalt des Joachimsthalschen Gymnasiums verwendet wurden. 1607 begründete der brandenburgische Kurfürst Joachim Friedrich das Joachimsthalsche Gymnasium in der nur vier Jahre zuvor gegründeten Stadt Joachimsthal (Landkreis Barnim, Brandenburg). Zur Finanzierung des laufenden Etats schenkte er der neu gegründeten Schule u. a. die Einnahmen aus der Stadt Joachimsthal mit dem Jagdschloss und dem dortigen Vorwerk sowie das Dorf (Alt-)Grimnitz. Noch im selben Jahr kaufte er die Hälfte des Dorfes Golzow (Gemeinde Chorin) für die Schule hinzu. Später wurde der Sitz des Amtes Joachimsthal nach Golzow verlegt. Danach wurde die Institution auch Schulgut Golzow oder Schulamt Golzow genannt. Das Schulamt Joachimsthal (oder Schulamt Golzow) als hoheitliche Behörde wurde 1872/74 aufgelöst. Die Vorwerke blieben jedoch im Besitz des Joachimsthalschen Gymnasiums und wurden daher auch weiterhin als Schulamt Golzow oder Schulgut Golzow bezeichnet.

## Geschichte
1607 stiftete der brandenburgische Kurfürst Joachim Friedrich das Joachimsthalsche Gymnasium, in dem 120 Schüler unterrichtet werden sollten. Zur Finanzierung des laufenden Etats überschrieb er der neuen Institution Zinsen, Renten und Naturallieferungen, auch Dienste von Bauern der benachbarten Dörfer. Die Stadt Joachimsthal und auch die Gebäude des Gymnasiums wurden 1636 von sächsischen Truppen verwüstet; Schüler und Lehrer flohen nach Berlin. Dort wurde der Schulbetrieb an mehreren Standorten bis 1912 weiter geführt.
Unter den Stiftungsgütern befanden sich auch die Einnahmen aus der Stadt Joachimsthal,
- das dortige Jagdschloss (das Kurfürstliche Haus), die Kirche und andere Gebäude, ein neu angelegter Garten, Gräben mit der Fischerei und die Wassermühle am Werbellin-See
- das Vorwerk Joachimsthal und das Dorf Grimnitz.

Sie wurden zu einem Amt zusammengefasst, dem Schulamt Joachimsthal, das bereits ab Ende des 17. Jahrhunderts einem Generalpächter überlassen wurde, der eine festgelegte, jährliche Pacht zu entrichten hatte. Von 1653 bis 1662 unterstand auch das Amt Chorin dem Schulamt Joachimsthal.

## Zugehörige Orte und Liegenschaften
Um 1800 umfasste das Schulamt Joachimsthal folgende Siedlungen (und Einnahmen)
- Golzow (Golze, Dorf und Vorwerk). Golzow gehörte im Mittelalter dem Kloster Chorin. Nach dessen Säkularisation wurde Golzow zum größeren Teil an Adlige verliehen, ein anderer Teil verblieb im Besitz des Amtes Chorin. 1607 verkauften die Vormünder des Adam und Achim von Sparr einen Anteil von Golzow an Kurfürst Joachim Friedrich. Dieser übertrug diesen Anteil von Golzow an das Joachimsthalsche Gymnasium. 1650 wurde auch noch ein im Besitz des Amtes Chorin befindlicher Anteil in Golzow mit Ober- und Untergerichten und Patronat an das Schulamt Joachimsthal übertragen. Später kamen noch weitere Rechte an Golzow hinzu. 1655 verkaufte der damalige Besitzer Heinicke das Schulzengericht mit einer Wiese, Hebungen vom Krug, von der Schmiede und vom Hirten sowie von der Schäfereigerechtigkeit für 250 Schafe an das Schulamt Joachimsthal.
- Alt Grimnitz/Dorf Grimnitz. Dem Schulamt Joachimsthal gehörte zunächst nur das ursprüngliche Dorf Alt Grimnitz bei Joachimsthal. Die auf den Grundstücken der Oberförsterei angesiedelten Büdner, Kolonie genannt, gehörten zum Amt Grimnitz, später zum Rentamt Neustadt-Eberswalde. 1860 wurde auch die Kolonie dem Schulamt Joachimsthal übertragen.
- Joachimsthal (Amtssitzvorwerk und Mühle). 1852 wurde das Vorwerk an den Staat verkauft.
- Joachimsthaler Wassermühle, die Wassermühle zwischen Großem Lubowsee und Werbellinsee, mit Mahl- und Schneidegängen, wurde 1727 an Jeremias Busse um 800 Taler verkauft. Die Mühle musste aber weiterhin pro Jahr sechs Wispel Roggen liefern, die sich beim Übergang auf seine Erben auf acht Wispel Roggen erhöhten. Die Mühle hatte außerdem das Malz und das Getreide für die Schule umsonst zu mahlen. Im Falle des erbenlosen Todes des Käufers oder eines seiner Erben sollte die Mühle wieder an die Schule fallen. 1847 wurde die Mühle für 19.000 Taler an den Forstfiskus verkauft. Das Heimfallrecht an das Gymnasium wurde für 380 Taler abgelöst. Die Lieferung der acht Wispel Roggen wurde nun auf das Amt Brüssow übertragen. Abgetrennt von der Mühle wurden das ursprünglich damit verbundene Eigentum am Lubowsee und die Winterfischerei in diesem See. Letztere wurden später ebenfalls vom Forstfiskus für 160 Taler erworben.
- Melzow. Seit 1664 gehörten der Hammelstall in Melzow

Ab 1839 wurden die Joachimsthalschen Schulämter von der II. Abteilung der Regierung in Potsdam verwaltet. Ab 1845 wurden sie der Abteilung III. (direkte Steuern, Domänen und Forsten) der Regierung in Potsdam übertragen.
Aus Berghaus (1855) stammen folgende Wirtschaftsgrößen und Pachterträge:
- Vorwerk Joachimsthal: 559 Morgen 73 2/3 Quadratruten Gesamtgröße, davon 423 Morgen 170 Quadratruten Acker, 123 Morgen 91 2/3 Quadratruten Wiesen, 9 Morgen 145 Quadratruten Weide, 2 Morgen 27 Quadratruten etragloses Land, Pachtzins: 531 Taler, 9 Silbergroschen und 11 Pfennige
- Vorwerk Golzow: 2172 Morgen 25 1/2 Quadratruten Gesamtgröße, davon 1760 Morgen 119 Quadratruten Acker, 192 Morgen 87 1/2 Quadratruten Wiesen, 70 Morgen 5 Quadratruten Weide, 148 Morgen 174 Quadratruten ertragloses Land, Pachtzins: 1410 Taler 28 Silbergroschen und 10 Pfennige (einschl. der Grundsteuer und anderen Leistungen der Pächter)
- Golzower Knack (Forstparzelle): 185 Morgen 90 Quadratruten Gesamtgröße, davon 177 Morgen 36 Quadratruten Acker, Pachtzins: 44 Taler 9 Silbergroschen

Das Schulamt Joachimsthal wurde zum 20. Juni 1874 als hoheitliche Behörde aufgelöst, und die allgemeinen Amtsgeschäfte (z. B. Polizeiverwaltung) wurden nach den Bestimmungen der (neuen) Kreisordnung auf die Kreisverwaltung übertragen. Das Vorwerk Golzow blieb jedoch im direkten Besitz des Joachimsthalschen Gymnasiums und wurde, etwas verwirrend nach der 1874 erfolgten Auflösung, weiterhin Schulamt Golzow genannt. In den Handbüchern des Grundbesitzes im Deutschen Reiche setzte sich ab 1885 die Bezeichnung Kgl. Joachimsthal'sches Schulinstitut für die Besitzungen des Joachimthalschen Gymnasiums durch.
1929 umfasste das Schulgut Golzow insgesamt 530 ha, davon waren 438 ha Acker, 40 ha Wiesen, 45 ha Unland und 6 ha Wasser. Auf dem Hofgut wurden 48 Pferde und 120 Stück Rindvieh, davon 60 Milchkühe, 800 Schafe und 20 Schweine gehalten. Der Pächter betrieb auch eine Brennerei. Das Schulgut Golzow mit dem Vorwerk Schönhof wurde 1946 enteignet.

## Amtleute des Schulamtes (als hoheitliche Behörde)
- 1837–1857 Kauf(f)mann, Beamter und Generalpächter des Schulamtes Joachimsthal Vorwerk Golzow,[8][9] er wurde 1852 zum Königlichen Oberamtmann ernannt[10]
- bis 1854 (†) Dannhoff, Bürgermeister von Joachimsthal, Amts- und Renteiverwalter[11][12]
- ab 1854 bis 1868 Bublitz, Bürgermeister von Joachimsthal, Amts- und Renteiverwalter[12][13][14]
- bis 1874 Pohle, Domänenrentmeister[15]

## Pächter des Schulgutes Golzow
- 1876, 1879 Frau Oberamtmännin König, Pächterin[6]
- 1885 bis 1894 Otto Schmidt, Pächter, er wurde 1894 zum Königlichen Oberamtmann ernannt[16][17]
- 1896 Doyé, Pächter[18]
- 1903 Doyé, Pächter[19] er wurde 1903 zum Königlichen Oberamtmann ernannt[20]
- 1907 Paul Doyé, Pächter[21]
- 1914 Paul Doyé, Kgl. Amtsrat[22]
- 1921 Doyé[23]
- 1923 Paul Doyé, Amtsrat, Pächter[24]
- 1929 bis 1935 (†) Kurt Edwin. Kujath, Pächter[25][26]